# Sint-Michaëlkapel (Stockem)

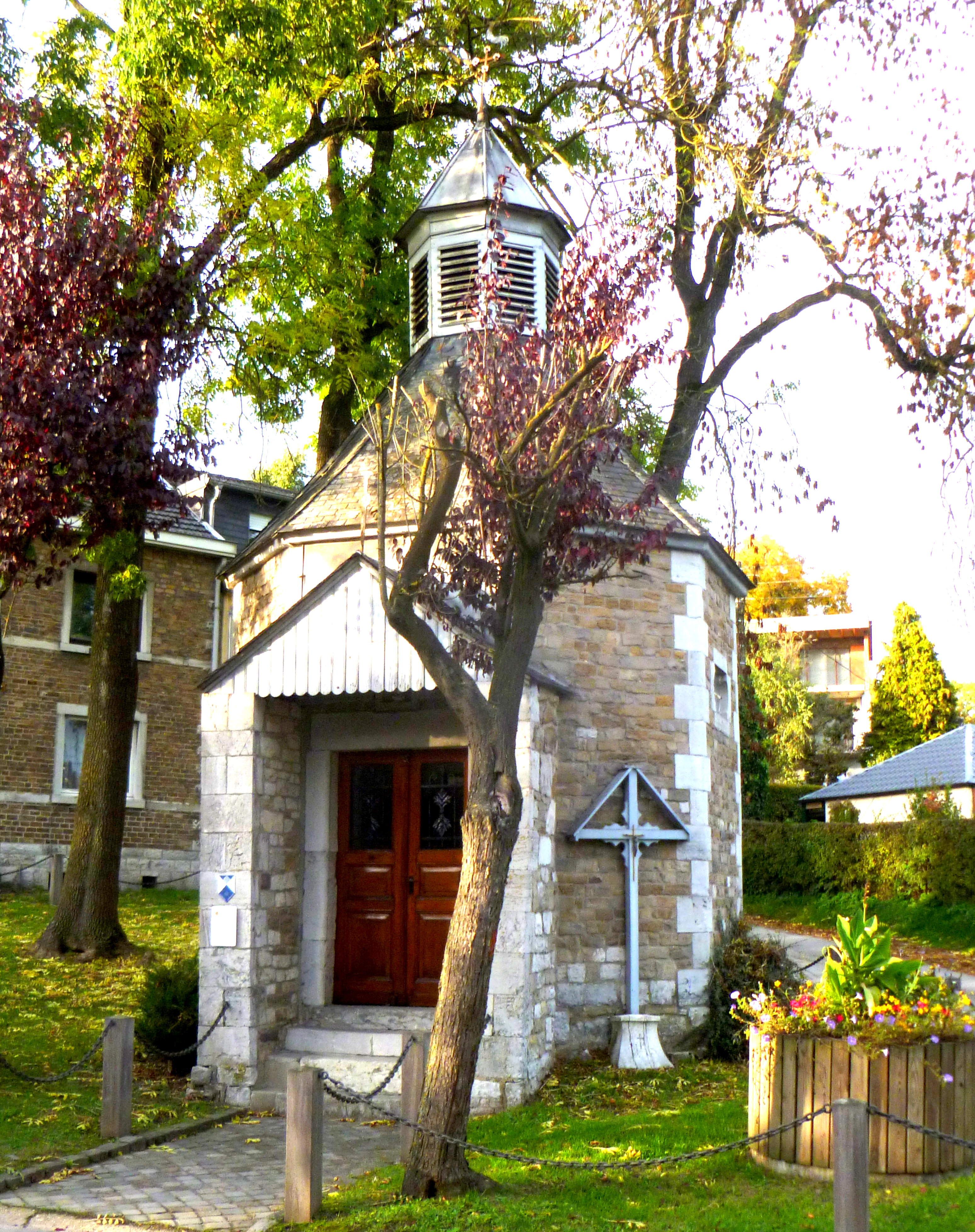
Sint-Michaëlkapel

De Sint-Michaëlkapel (Sankt Michaelkapelle) is een kapel in het tot de Belgische gemeente Eupen behorende stadsdeel Stockem.
De kapel werd omstreeks 1700 gebouwd. Het is een achthoekig bouwwerk in breuksteen, met op het dak een achthoekig klokkentorentje. Begin 20e eeuw werd het portaal toegevoegd.
Een groot deel van het interieur werd in 1799 openbaar verkocht. Enkel het altaar in barokstijl en een beeld van Sint-Michaël zijn nog aanwezig.
De kapel en zijn omgeving werden in 1975 geklasseerd als monument en beschermd gezicht.